# ألبرت شيبرد
ألبرت شيبرد (بالإنجليزية: Albert Shepherd)‏ (10 سبتمبر 1885 ببولتن في المملكة المتحدة - 8 نوفمبر 1929) هو لاعب كرة قدم بريطاني (وحمل سابقاً جنسية المملكة المتحدة لبريطانيا العظمى وأيرلندا) في مركز الهجوم. شارك مع منتخب إنجلترا لكرة القدم. أما مع النوادي، فقد لعب مع برادفورد سيتي وبلاكبيرن روفرز وبولتون واندررز ونيوكاسل يونايتد.

## وصلات خارجية
- ألبرت شيبرد على موقع قاعدة بيانات كرة القدم.إي يو (الإنجليزية)
- ألبرت شيبرد على موقع ناشيونال فوتبول تيمز (الإنجليزية)